# Европейский маршрут E60
E60 — европейский маршрут, начинающийся на западе Франции в городе Брест (на атлантическом побережье) и идёт на восток.

## Маршрут
- Франция
  - N165 Брест, Лорьян, Ванн
  - A844 Нант
  - A11 Анже
  - A85 Тур
  - A10 Тур, Орлеан
  - N60 Орлеан
  - A6 Монтаржи, Осер, Бон
  - A36 Бон, Доль, Безансон, Бельфор, Мюлуз
  - A35 Мюлуз
- Швейцария
  -  Базель, Цюрих
  -  Цюрих, Винтертур, Санкт-Галлен, Санкт-Маргретен
- Австрия
  - A14 Брегенц, Лаутерах, Фельдкирх
  - S16 Ландек
  - A12 Тельфс, Инсбрук, Вёргль
- Германия
  -  Розенхайм
  -  Бад-Райхенхалль/Пидинг
- Австрия
  - A1 Зальцбург, Заттледт, Линц, Санкт-Пёльтен
  - A21
  - S1 Вена
  - A4 Никкельсдорф
- Венгрия
  -  Мошонмадьяровар, Будапешт
  -  Сольнок, Пюшпёкладань
- Румыния
  -  Орадя, Клуж-Напока, Турда
  -  Турда, Тыргу-Муреш
  -  Тыргу-Муреш, Сигишоара, Брашов
  -  Брашов, Плоешти, Бухарест
  -  Бухарест, Урзичени
  -  Урзичени, Слобозия, Хыршова, Констанца

 Чёрное море
- Грузия[1]
  - ს2 Поти, Сенаки
  - ს1 Сенаки, Самтредиа, Кутаиси, Хашури, Гори, Тбилиси
  - ს4 Тбилиси, Рустави
- Азербайджан
  - M2 Газах, Гянджа, Евлах, Аджигабул, Алят, Баку

 Каспийское море
- Туркменистан
  - М37 Туркменбаши, Кизыл-Арват, Ашхабад, Теджен, Мары, Чарджоу
- Узбекистан
  - М37 Каракуль, Бухара
  - А380 Бухара, Карши
  - А388 Карши, Гузар
  - М39 Гузар, Шерабад, Термез
  - М41
- Таджикистан
  - М41 Душанбе, Джиргаталь
  - А372
- Кыргызстан
  - А372 Сары-Таш
  - А371 Иркештам
- Китай
  - S309 Кашгар